# قلعه عماد دره
قلعه عماد دره مربوط به دوران‌های تاریخی پس از اسلام است و در شهرستان مهدیشهر، بخش شهمیرزاد، روستای فولاد محله واقع شده و این اثر در تاریخ ۵ آذر ۱۳۸۰ با شمارهٔ ثبت ۴۴۴۸ به‌عنوان یکی از آثار ملی ایران به ثبت رسیده است.